# 귄터 보른캄
귄터 보른캄(Günther Bornkamm, 1905년 10월 8일 - 1990년 2월 18일)은 독일의 신약 학자이며 루돌프 불트만 학파이며  하이델베르크 대학의 교수였다. 아돌프 히틀러 (Adolf Hitler )의 통치하에 개신교회의 나치화에 반대하였으며 독일기독교인과 나치의 연합을 반대하였다. 전쟁후 그의 명성은 예수의 생애와 마태복음 연구 방법의 재구성에서 편집과 사실을 구별하는 그의 노력에 있었다. 그의 형은 교회역사가이며 루터 학자인 하인리히 보른캄이다.

## 생애
보른캄은 에른스트 케제만 (Tübingen), 어네스트 푹스 (Marburg) 및 한스 콘젤만( Hans Conzelmann, Gottingen)함께 신약학자인 독일의 루돌프 불트만(Rudolf Bultmann)의 제자였다. 그는 튀빙겐 (Tübingen), 마르부르크 (Marburg) 및 괴팅겐 (Gottingen)에서 신학공부를 하였다. 1934년에 그는 Königsberg 대학의 교수로 임명되었지만 1937년 나치는 그의 하빌리타치온을 철회하고 강의를 중단시켰다. 그는 뮌스터 (Münster)와 도르트문트 (Dortmund)의 목사였고, 1943년 독일 국방군에 합류했다.

## 저서
- Bornkamm, Günther; Klaas, Walter: Mythos und Evangelium. München: Kaiser, 1951
- Jesus of Nazareth. London: Hodder and Stoughton Ltd, 1960 ISBN 978-0-340-01125-6978-0-340-01125-6
- Paul. Minneapolis: Fortress Press, 1995 [1969] ISBN 0-8006-2898-50-8006-2898-5
- The New Testament: A Guide to Its Writings. Philadelphia: Fortress Press, 1973.
- Wolff, Hans Walter; Bornkamm, Günther: Zugang zur Bibel : eine Einführung in die Schriften des Alten und Neuen Testaments, Stuttgart: Kreuz-Verlag, 1980
- Studien zum Neuen Testament. München: Kaiser, 1985
- (Hrsg. von Werner Zager): Studien zum Matthäus-Evangelium. Neukirchen-Vluyn : Neukirchener Verlag 2009 ISBN 978-3-7887-2365-1978-3-7887-2365-1

## 같이 보기
- 에른스트 케제만
- 어네스트 푹스
- 한스 콘젤만
- 안병무